# Christofer Fjellner
Christofer Fjellner (Västerås, 13 dicembre 1976) è un politico svedese, europarlamentare per il Partito Moderato.

## Biografia
Esponente del Partito Moderato, dal 1998 al 2002 è stato consigliere municipale di Enköping e membro della dieta della Contea di Uppsala.
Alle elezioni europee del 2004 è stato eletto europarlamentare, venendo riconfermato nel 2009 e nel 2014.